# Колонии и зависимые территории Великобритании

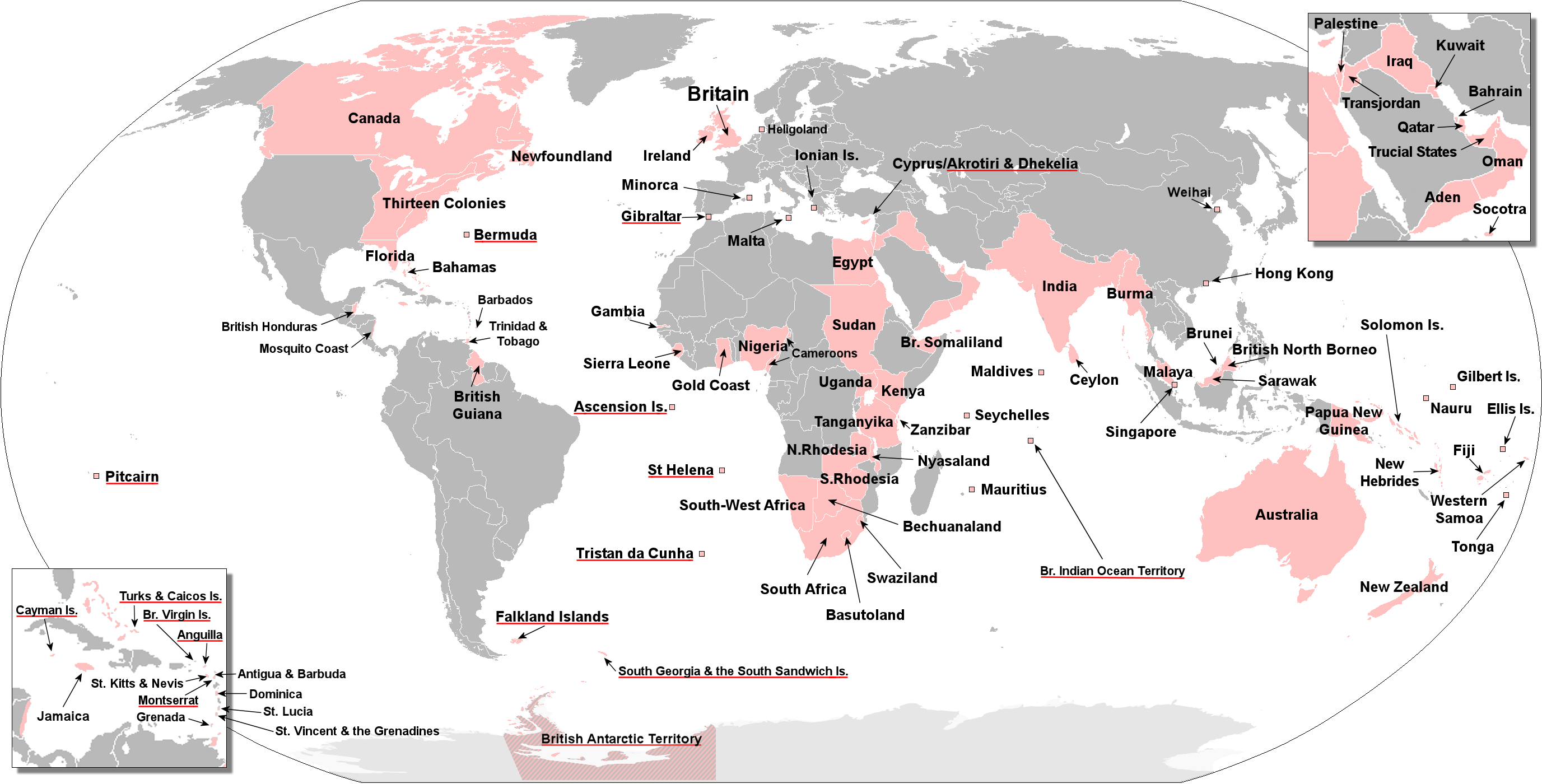
Все колонии Великобритании, которые когда-либо входили в её состав. Красным подчёркнуты территории, всё ещё входящие в состав Соединённого Королевства

Анимированная карта, показывающая рост и уменьшение Британской империи

Коло́нии и зави́симые террито́рии Великобрита́нии — все территории мира, когда-либо находившиеся в колониальной или иной форме зависимости от Англии, Великобритании или личной зависимости от британского монарха. Исторически эти территории относились к Британской империи.
C 1876 по 1947 год монарх Великобритании также имел титул Императора (Императрицы) Индии. В настоящее время король Карл III является монархом 15 государств (см. Королевства Содружества).

## Пик колониального управления
Организация управления колониями менялась во времени и пространстве, но по состоянию на 1920-е годы (время наибольшего расширения) может быть классифицирована по следующим категориям:
- Собственно Соединённое Королевство — союз Англии, Уэльса, Шотландии и Ирландии (с 1922 — только Северной Ирландии);
- Коронные земли (острова Мэн, Джерси и Гернси);
- Поселенческие колонии — корона провозглашала свой абсолютный суверенитет над ними, хотя они и не являлись частью Соединённого Королевства. На них распространялось британское общее право, и законы, принимаемые Британским парламентом. Королевская власть воплощалась в губернаторе, назначаемом британским правительством;
- Владельческие колонии, существовавшие в Северной Америке в XVI—XVII веках. Корона даровала их в управление отдельным аристократам;
- Колонии, управляемые компаниями. В первую очередь — Ост-Индской компанией. Также существовали несколько более мелких похожих компаний в Африке;
- Протектораты. Формально рассматривались, как иностранные государства во главе с иностранным правителем. Однако, протекторат отказывался от самостоятельных контактов с иностранными государствами, также существовало значительное вмешательство британских властей и в его внутренние дела;
- Доминионы. Появились в начале XX века как бывшие поселенческие колонии или федерации таких колоний;
- Подмандатные территории. Появились после Первой мировой войны и представляли собой бывшие германские колонии и бывшие национальные окраины Османской империи, переданные под управление Британии Лигой Наций.

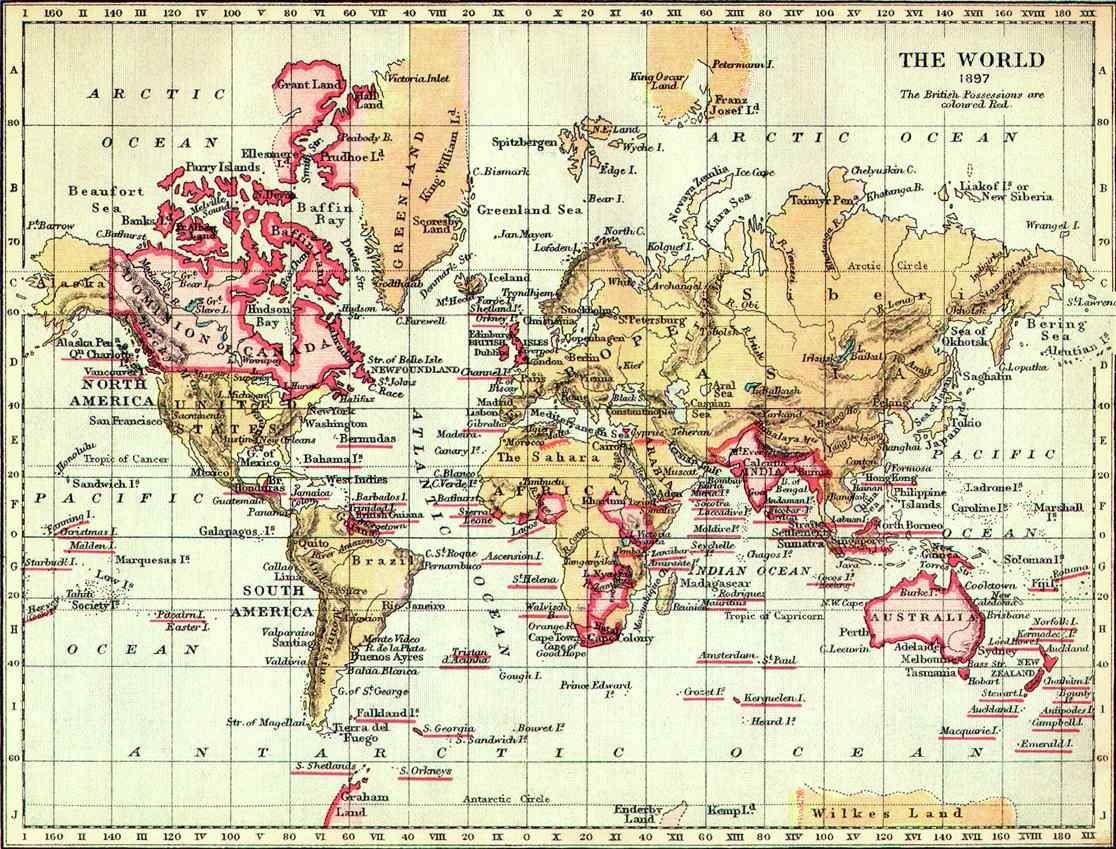
Британская империя в 1897 году

## Коронные земли
Коронные земли являются территориями с самостоятельной исполнительной властью и собственной правовой системой. Они также не являются и никогда не являлись колониями, заморскими территориями (англ. overseas territories, ранее «зависимые территории» — англ. dependent territory) с точки зрения британского законодательства, однако вопросы обороны и внешней политики (за исключением таможенных и иммиграционных) делегированы правительству Великобритании. Законы, издаваемые парламентом Великобритании, могут действовать и на территории островов в случае соответствующего решения Тайного совета короны.

## Заморские территории
Некоторые государства имеют территориальные претензии к Великобритании, затрагивающие следующие заморские территории:
- Гибралтар — оспаривается Испанией
- Военные базы Акротири и Декелия — оспариваются Кипром
- Британская территория в Индийском океане — оспаривается Маврикием и Сейшелами
- Фолклендские острова — оспаривается Аргентиной
- Южная Георгия и Южные Сандвичевы Острова — оспаривается Аргентиной
- Британская Антарктическая территория — бо́льшая часть территории оспаривается Чили и Аргентиной

## Пропаганда империализма в XIX — начале XX века
Прочная связь империи с колониями находит художественное выражение. С одной стороны, это естественное отражение существовавшего имперского мировоззрения, с другой — отдельные произведения создаются именно для трансляции определённых имперских идеи, то есть пропаганды. Наиболее распространенной формой имперского мифа является приключенческий роман, считавшимся в Англии легким чтением. Начало этой пропаганде положил роман Даниеля Дефо «Робинзон Крузо». В этом приключенческом романе рассказана история трудолюбивого, находчивого и богобоязненного англичанина, который выживает на далеком острове и обустраивает свою жизнь.
Другие романы объединяют повествование о дальних странах, реальных или вымышленных, в которых есть богатые ресурсы, где живут нецивилизованные, примитивные общества с враждебно настроенными аборигенами. Их страны и мир показаны недостаточно развитыми по сравнению с процветающей, прогрессивной и развитой Британией. Исследователь британского приключенческого романа Мартин Грин называет это пропагандой, и говорит о том, что эта тема также звучит и в приключенческих романах викторианской эпохи, например у Редьярда Киплинга.
Таким образом, с помощью определённой развлекательной и легкой литературы формировалось представление о далеких странах и их обитателях, которым нужна помощь в том, чтобы модернизировать и улучшить их жизнь.
Не все ученые склонны одинаково оценивать пропаганду негативно. Современный исследователь империализма Бернард Портер, считает, что значение и влияние романов в культурной жизни имперской Британии преувеличено. Он выделяет несколько тезисов. Во-первых, маленькому кругу управляющих государством людей было не выгодно участие в политике большинства граждан. Разделение на трудящуюся массу и управляющее меньшинство было очевидным. Во-вторых, в то время управление одним народом другим не считалось чем-то неправильным, поэтому на этой почве не могло возникать разногласий или протестов. По этой причине на территории Британии не возникло сильных антиимперских настроений. Не было серьёзных причин, обычного человека напрямую не касались международные отношения.
В романах-путешествиях соприкосновения с иным миром и культурой были постоянны и естественны. Однако некоторые исследователи находят черты имперской культуры даже в тех произведениях, действия которых разворачиваются в Британии. Эдвард Саид отмечает в романе Джейн Остин «Мэнсфилд-парк» сахарные плантации, которые находятся далеко за пределами романа в географическом и идейном смысле, но за их счет содержат поместье, это определяют жизнь её владельца и обитателей. Тема колоний не обсуждается как центральная, но она фоном охватывает все произведение и воспринимается читателями. Некоторые культурные элементы, связанные с восточным миром и колониями, проникали в общество так глубоко, что сознательно воспринимались абсолютно обыденно.
Помимо литературы существовало множество визуальных форм, которые также показывали жизнь в колониях. Распространение стереоскопов позволило британцам увидеть мир на востоке, который находится под защитой империи. Эти картинки создавали спокойный и благополучный, экзотичный мир, который непосредственно связан с империей. Такие карточки хранились дома, поэтому восток становился совсем рядом. На них представлена повседневная жизнь и простые люди: продавцы на базарах, дровосеки, плетущие веревки люди, идущие за водой женщины.
Помимо домашнего и частного просмотра, существовали более публичные формы донесения информации. Например, на фонарях крепили тексты религиозного, политического или развлекательного характера. На листовке могла быть реклама круиза или религиозного собрания, где нередко собирали средства для миссионерской миссии в Африке.
В начале XX века появляется кинематограф и становится одним из самых популярных развлечений. Американский журналист Lowell Thomas путешествует по миру с лекциями, кинолентами и фотографиями, показывая экзотический мир Ближнего Востока. Красивое, эффектное и новаторское шоу нравилось публике.
Пропагандисты использовали постеры и карикатуры, чтобы политически и экономически одолеть конкурентов. Листовки создавались для определённых слоёв населения с их изображениями: простые люди, рабочие, даже представители высших кругов власти, которым могла быть выгодна та или иная политика. Так, рабочего человека могли изобразить в виде английского бульдога, который спокойно и твердо стоит лапами на мосте свободной торговли с куском дешёвого хлеба в пасти. Он скептически смотрит на скалу, которая практически полностью утонула, с надписью: «Более высокая заработная плата, больше работы».
На протяжении XIX—XX веков изображения империи, колонии и их взаимоотношения менялись в зависимости от обстоятельств времени или потребностей публики.